# Satoshi Ninoyu
Satoshi Ninoyu (二之湯 智, Ninoyu Satoshi, né le 13 septembre 1944) est un homme politique japonais , membre du parti libéral-démocrate , élu à la chambre des conseillers. Natif de Kyoto et diplômé de l'Université Keiō,il est élu au parlement national pour la première fois en 2004 après avoir été membre de l’Assemblée de la Préfecture de Kyoto pendant cinq mandats depuis 1987. En juin 2021, il annonce qu'il se retirera de la politique à l'expiration de son mandat de conseiller, à l'été 2022. 
En octobre 2021, il devient président de la Commission nationale de sécurité publique dans le gouvernement Kishida.
En mai 2022, il annonce qu'il renonce à utiliser son permis de conduire afin d’éviter de causer un accident et qu'il souhaite donner l'exemple aux autres personnes âgées.